# Futbola Klubs Spartaks Jūrmala 2013
Questa voce raccoglie le informazioni riguardanti il Futbola Klubs Spartaks Jūrmala nelle competizioni ufficiali della stagione 2013.

## Rosa
| N. |                     | Ruolo | Calciatore           |
| -- | ------------------- | ----- | -------------------- |
| 1  | Lettonia (bandiera) | P     | Jevgenijs Sazonovs   |
| 3  | Lettonia (bandiera) | D     | Nikolis Kulmanakovs  |
| 4  | Lettonia (bandiera) | D     | Nauris Bulvītis      |
| 5  | Lettonia (bandiera) | D     | Dmitrijs Danilovs    |
| 7  | Lettonia (bandiera) | C     | Deniss Tarasovs      |
| 8  | Lettonia (bandiera) | C     | Jevgenijs Kazacoks   |
| 10 | Lettonia (bandiera) | C     | Artjoms Lonscakovs   |
| 11 | Lettonia (bandiera) | C     | Aleksandrs Klimovics |
| 15 | Lettonia (bandiera) | D     | Andrejs Panasjuks    |
| 17 | Lettonia (bandiera) | C     | Romāns Mickevičs     |
| 20 | Lettonia (bandiera) | D     | Dmitrijs Halvitovs   |
| 21 | Colombia (bandiera) | C     | Duvan Castañeda      |

| N. |                     | Ruolo | Calciatore           |
| -- | ------------------- | ----- | -------------------- |
| 22 | Lettonia (bandiera) | D     | Konstantīns Budilovs |
| 23 | Lettonia (bandiera) | C     | Daniels Calkovskis   |
| 30 | Lettonia (bandiera) | P     | Andrejs Pavlovs      |
| 32 | Lettonia (bandiera) | C     | Viktors Morozs       |
| 34 | Lettonia (bandiera) | C     | Aleksandrs Solovjovs |
| 77 | Ghana (bandiera)    | A     | Patrick Twumasi      |
| ** | Lettonia (bandiera) | C     | Jevgēņijs Kosmačovs  |
| ** | Ucraina (bandiera)  | A     | Andriy Antsybor      |
| ** | Colombia (bandiera) | C     | Daniel García        |
| ** | Colombia (bandiera) | A     | Kevin Mena           |
| ** | Colombia (bandiera) | A     | Luis Angulo          |